# Mori Kansai

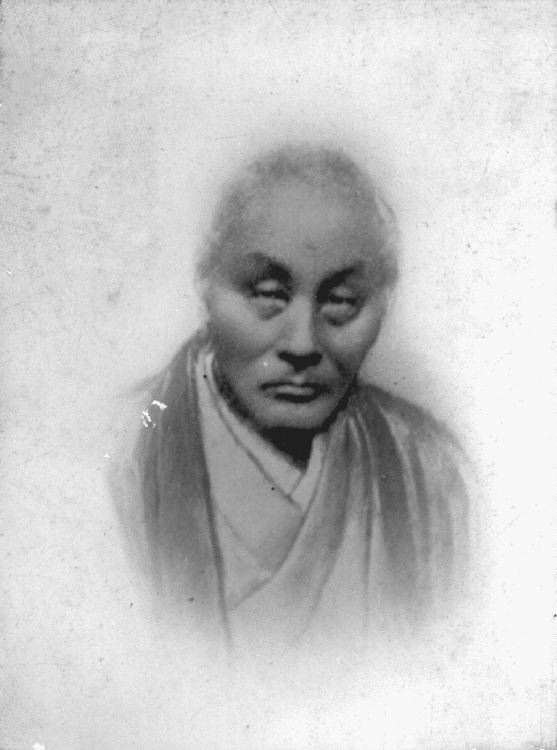
Mori Kansai

Mori Kansai (japanisch 森 寛斎; geboren 2. März 1814 in Hagi (Provinz Nagato); gestorben 2. Juni 1894) war ein japanischer Maler.

## Leben und Wirken
Mori Kansai wurde als Sohn des Ishida, eines Samurai des Chōshū-Han, geboren. 1831 ging er nach Osaka und begann ein Studium der Malerei unter Mori Tetsuzan (森 徹山; 1775–1841). Er studierte Malerei im Stil der Maruyama-Shijō-Schule und wurde von Tetsuzan adoptiert. 1855 beteiligte er sich am Gosho-zōei (御所造営), der Ausmalung des kaiserlichen Palastes. In den Zeiten des Bakumatsu reiste er oft als Bote zwischen Kyōto und seiner Heimat Hagi und hin und her. Er hatte sich der Seite angeschlossen, die sich für die Wiederherstellung der Rechte des Kaisers einsetzte und soll mit Shinagawa Yajirō freundschaftlich verkehrt haben.
Nach der Meiji-Restauration 1868 beteiligte Mori sich an der Gründung der Jo’unsha (如雲社) und wurde nach dem Tode des Shiokawa Bunrin (塩川 文麟; 1808–1877) Mittelpunkt der Vereinigung und auch unter den Malern von ganz Kyōto. Er wurde auf verschiedenen Veranstaltungen mit Preisen ausgezeichnet, erhielt auf der 1. Domestic Paint Competition (第一次内国絵画共進会, Daiichiji kokunai kaiga kyōshinkai) eine Silbermedaille für sein Bild „Rotes Kliff“. Er lehrte ab 1880 an der „Schule für Malerei der Präfektur Kyōto“ (京都府画学校, Kyōto-fu gagakukō), wurde 1886 Leiter der „Studiengruppe junger Maler von Kyōto“ (京都青年絵画研究会, Kyōto seinen kaiga kenkyū-kai). 1890 wurde er Mitglied der Kunstkammer des Hofes (帝室技芸員, Teishitsu gigei-in).

## Bilder

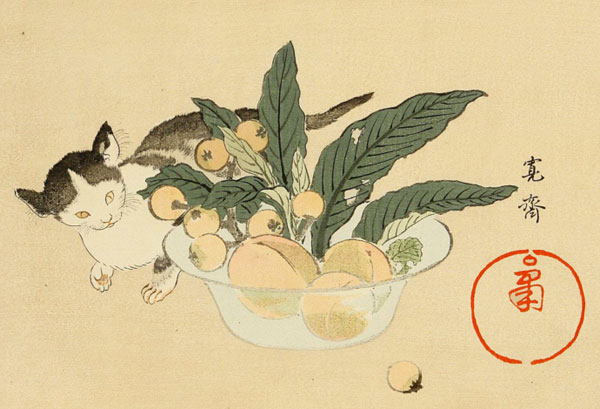
Katzen und Früchte
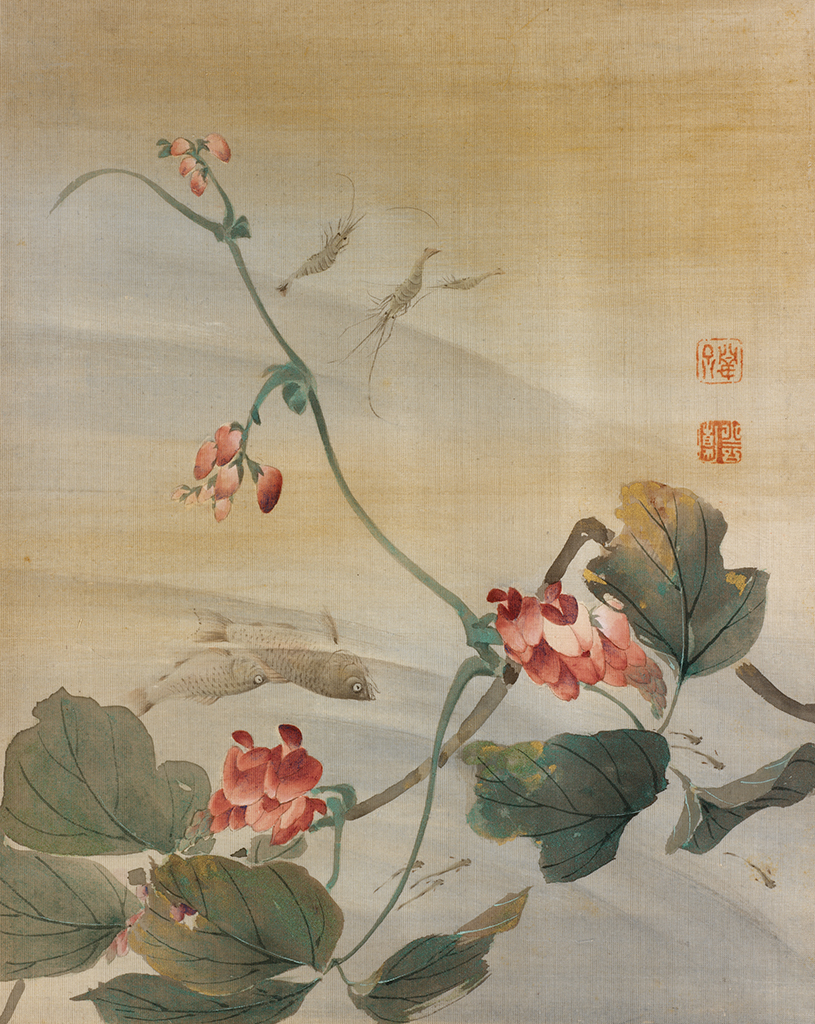
Pflanzen und Fische
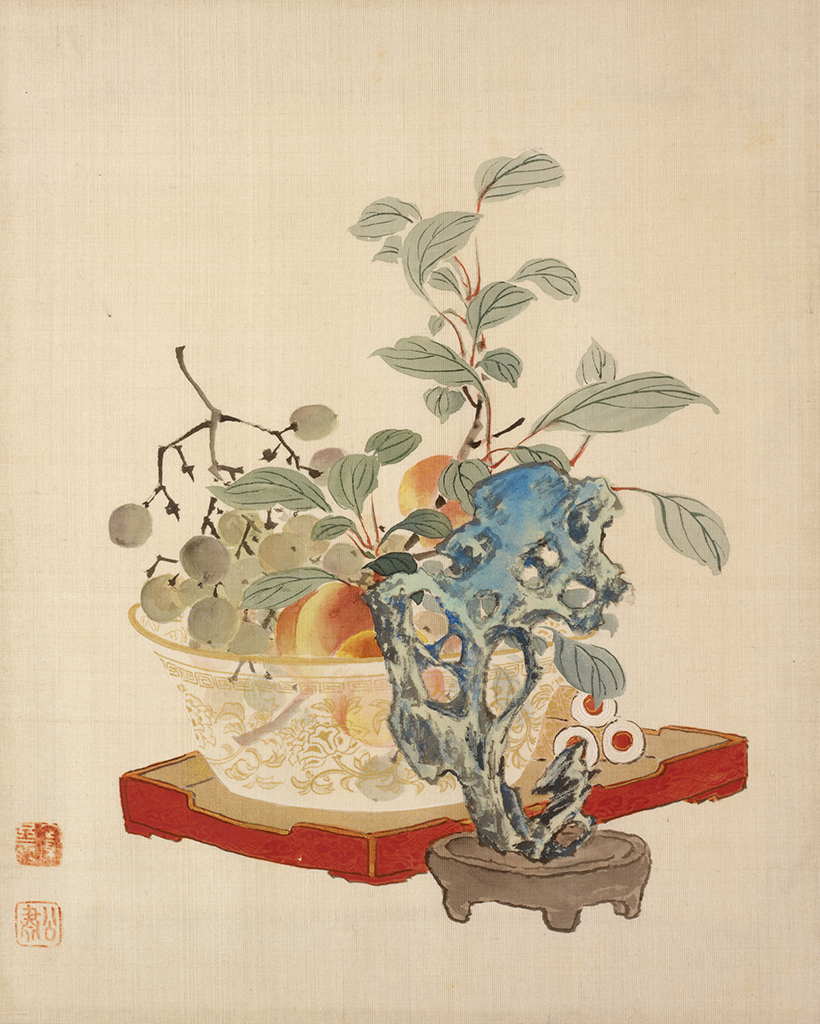
Früchte und Taihu-Stein
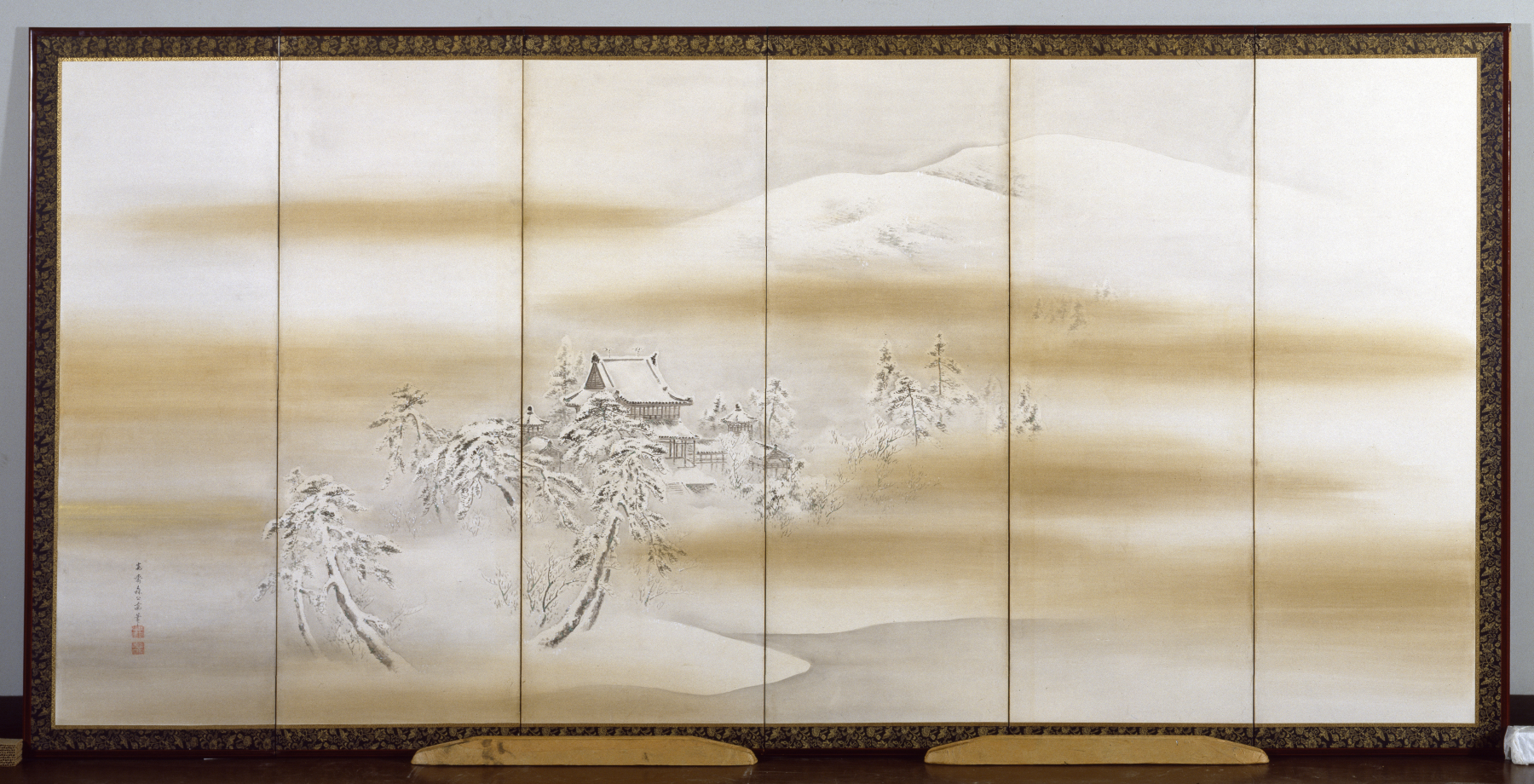
Byōdō-in im Winter
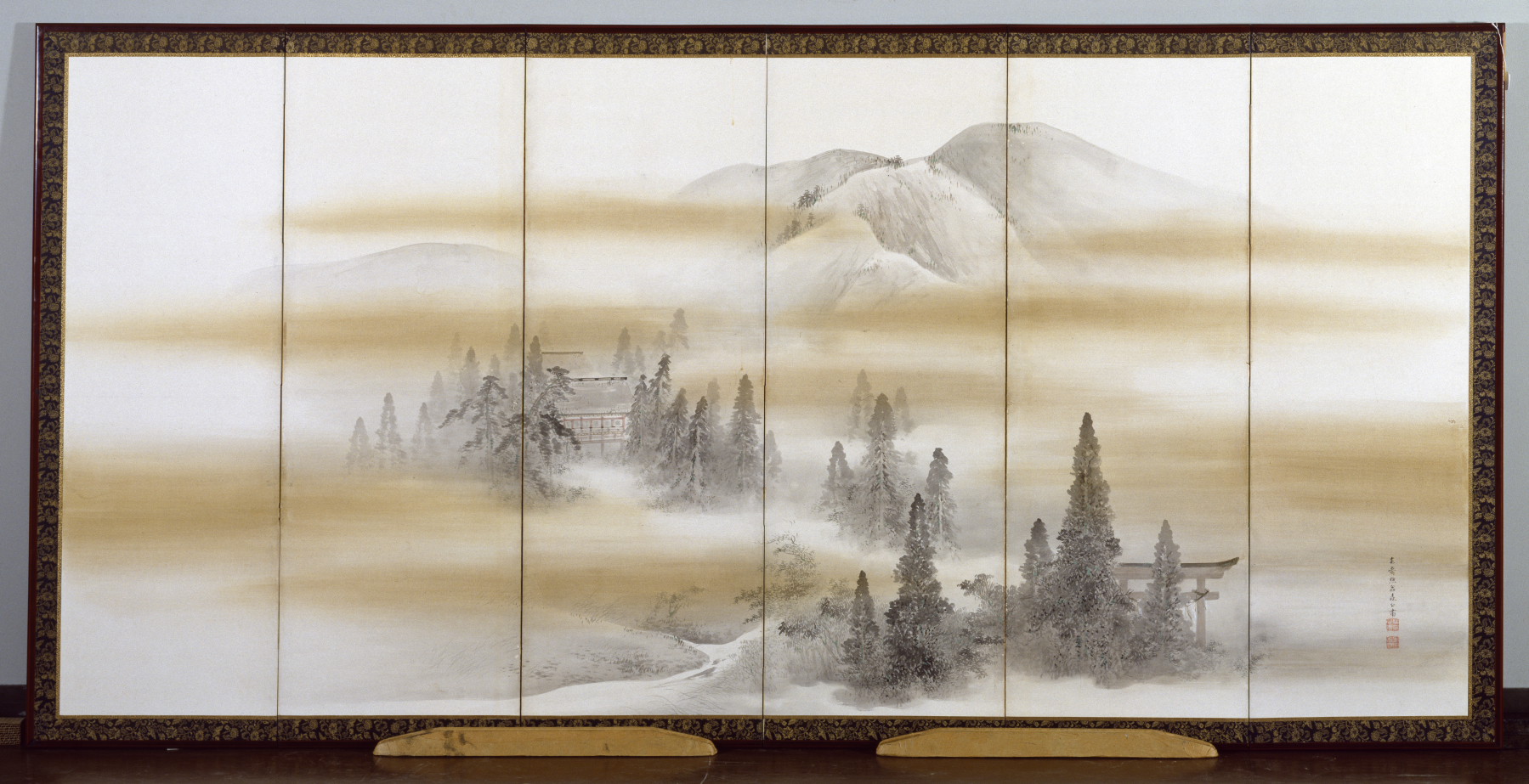
Kamigamo-Schrein im Sommer